# Antonio Corradini
Antonio Corradini (Venetië, 19 oktober 1688 - Napels, 12 augustus 1752) was een Italiaans beeldhouwer van de rococo. Hij is vooral bekend om zijn gesluierde vrouwen in aan het lichaam klevende drapé mouillé. 
De Venetiaan Corradini migreerde een groot deel van zijn carrière tussen Europese steden als Dresden, Praag en Sint-Petersburg. In Wenen was hij meer dan tien jaar lang hofbeeldhouwer van keizer Karel VI. Na een korte periode in Rome stierf hij in Napels. 

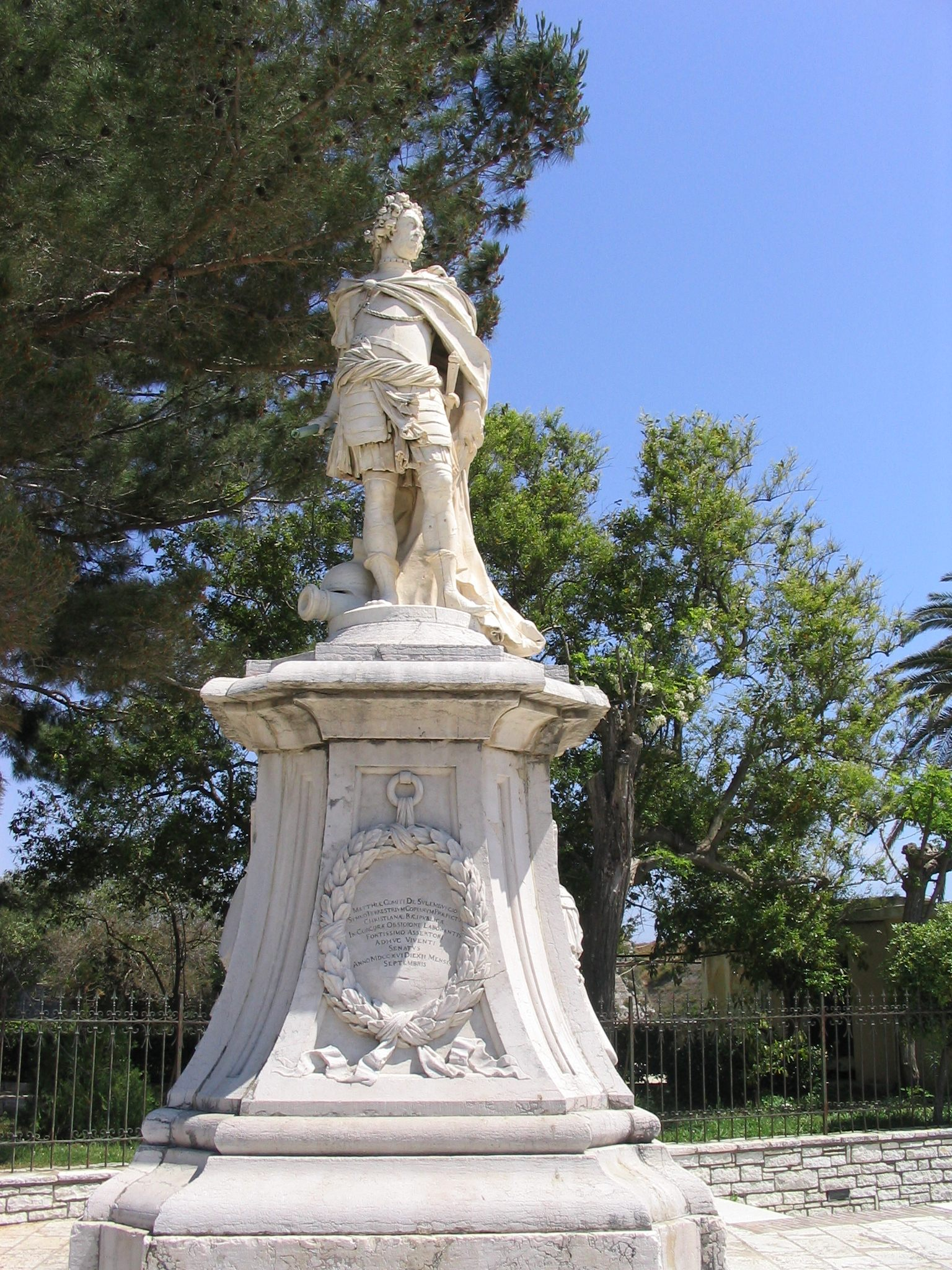
Monument voor Johann Matthias von der Schulenburg op Corfu
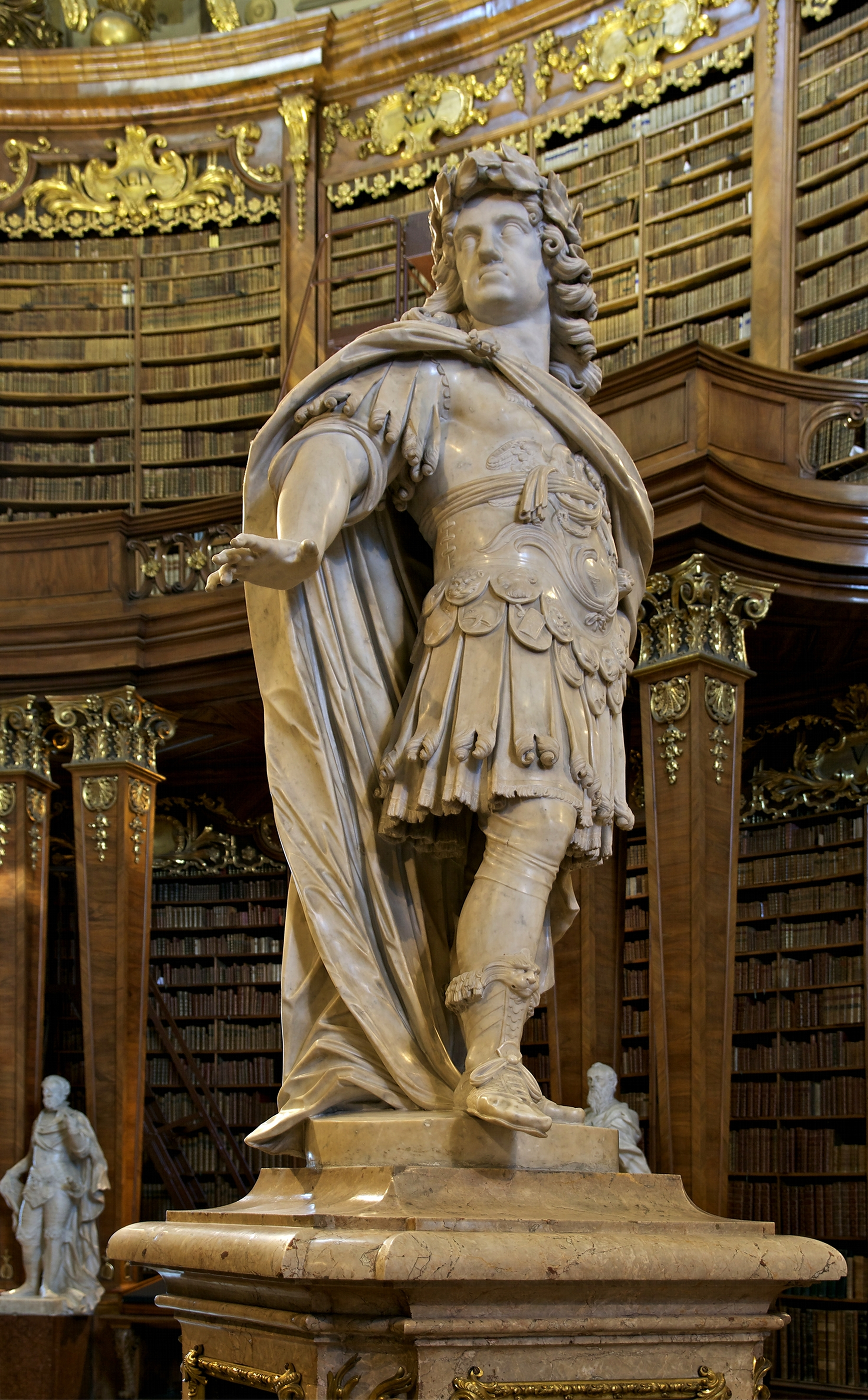
Karel VI als Hercules Musarum (1735) in de Oostenrijkse Nationale Bibliotheek
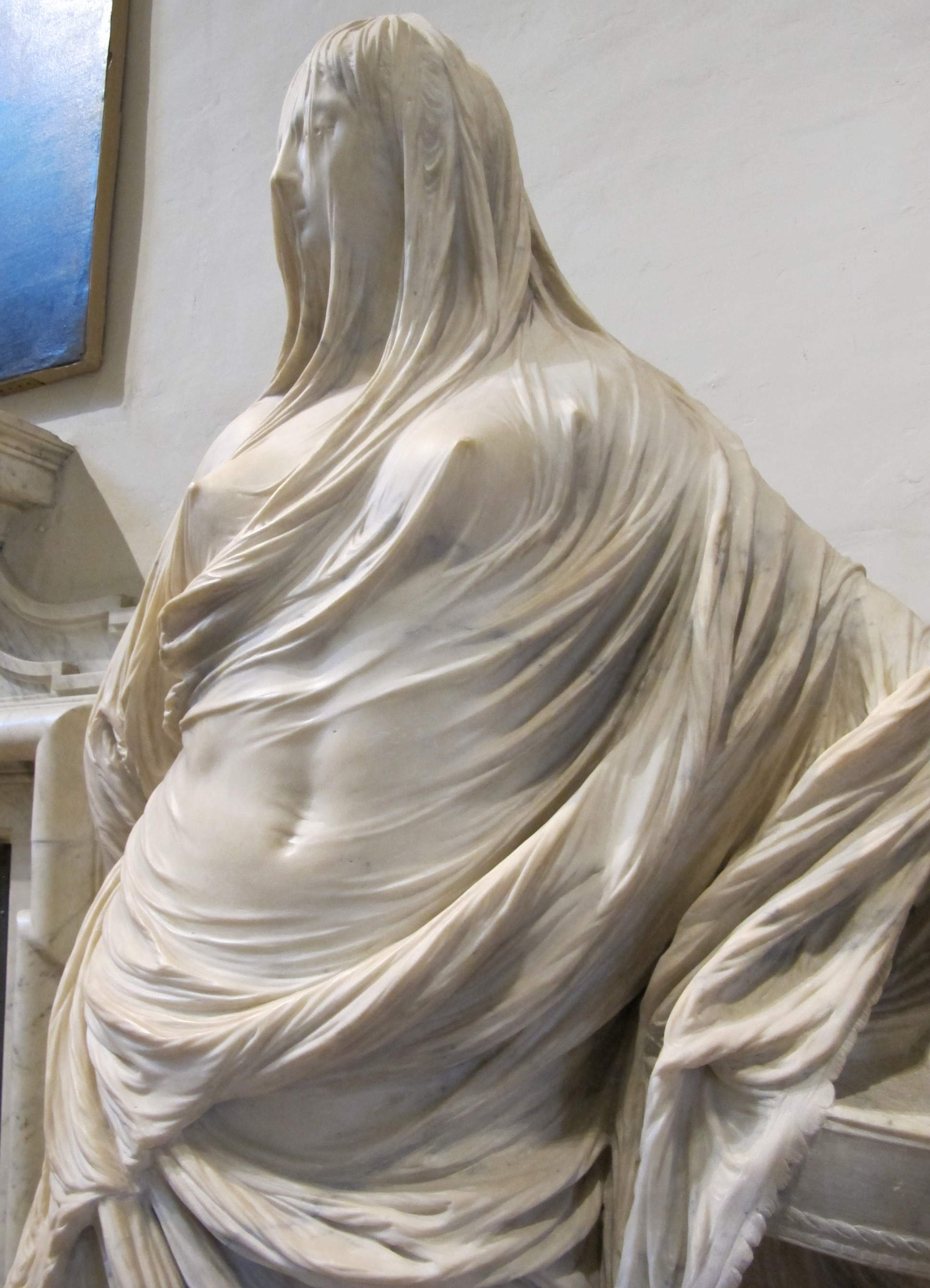
De Vestaalse maagd Tuccia (1743) in het Palazzo Barberini
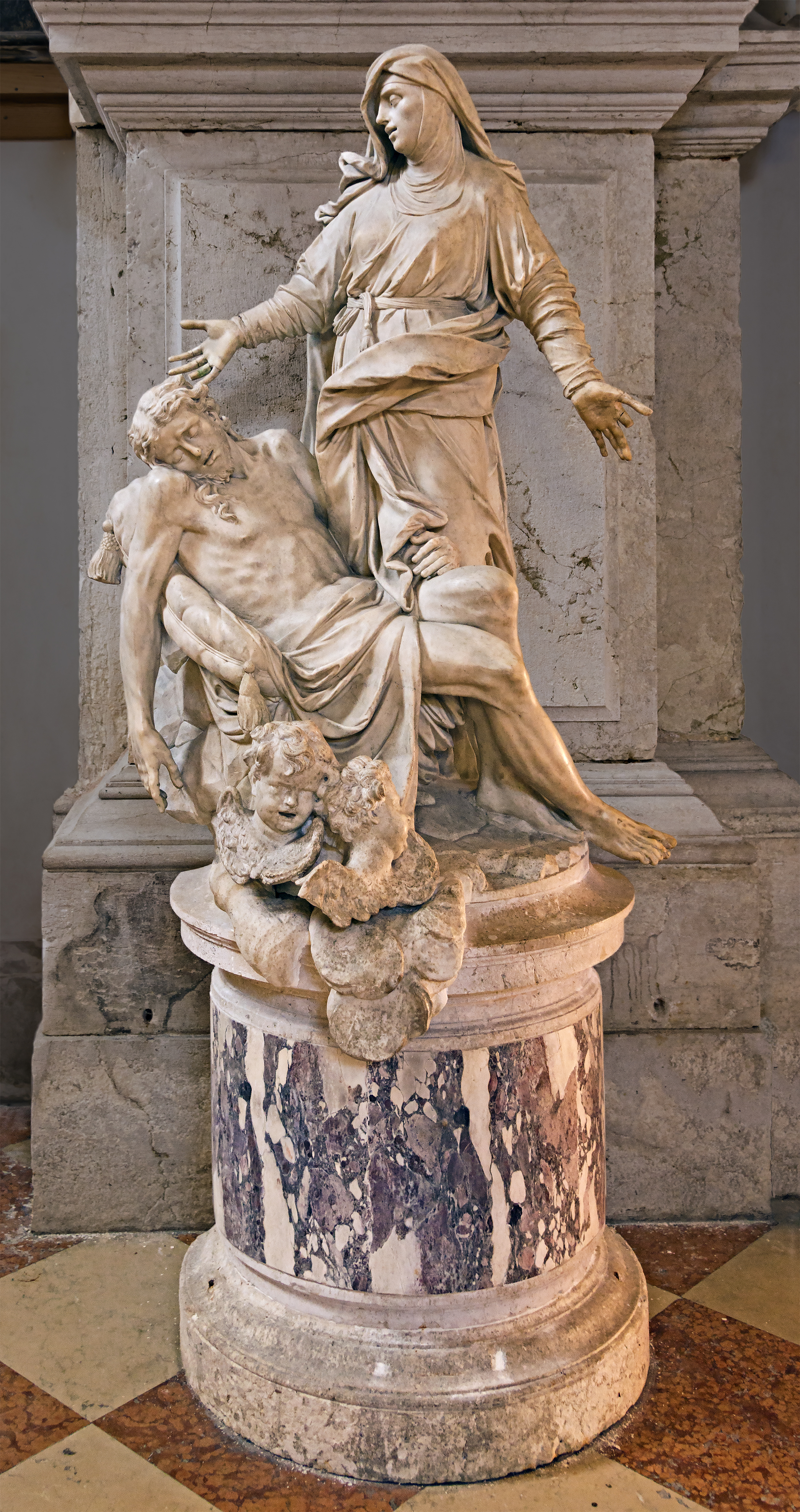
Piëta in de Chiesa San Moisè
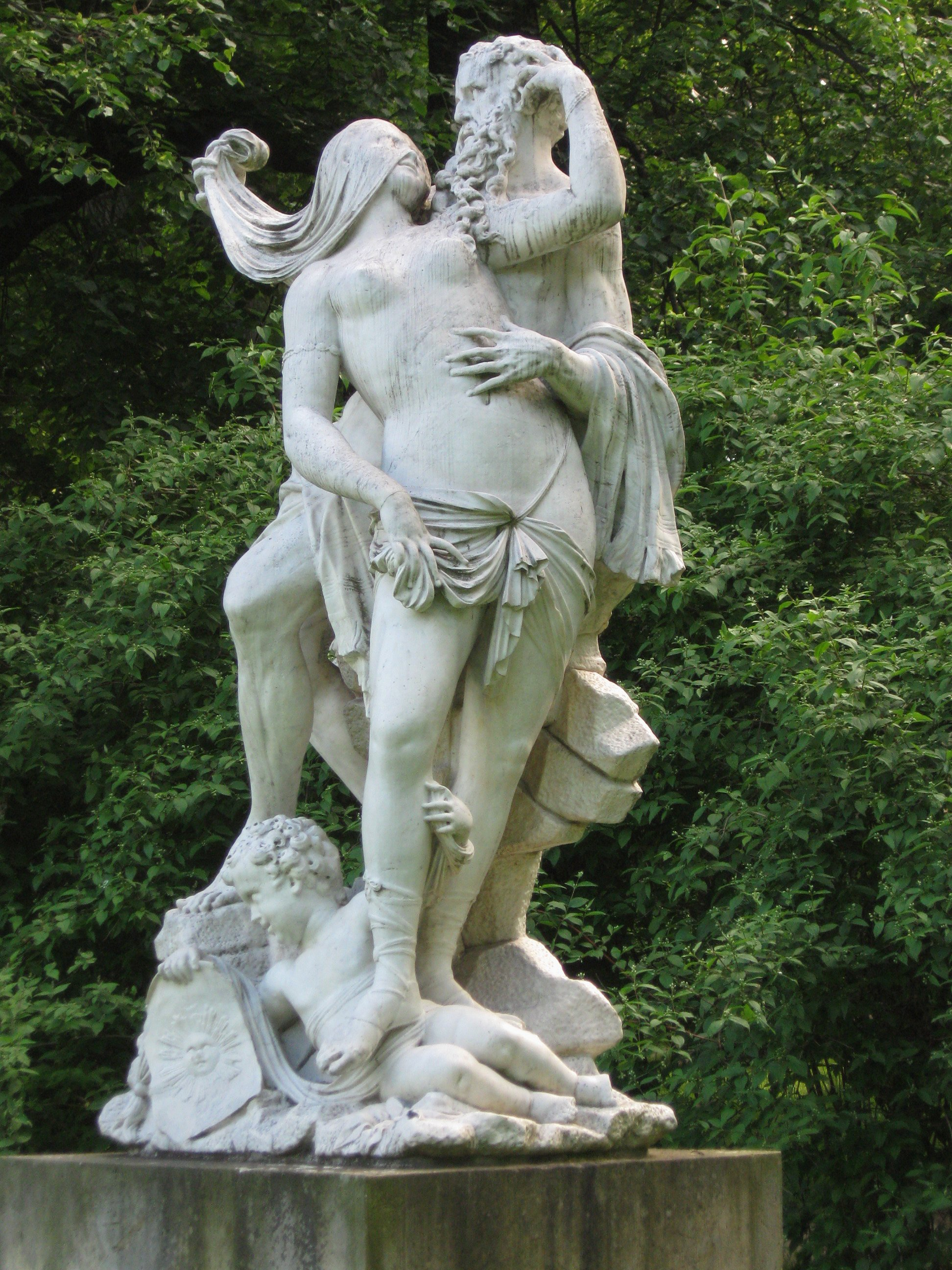
De Tijd onthult de Waarheid, Dresden
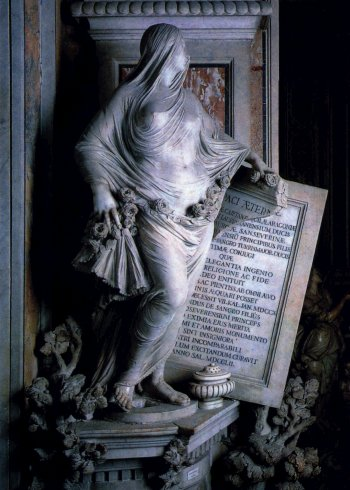
Kuisheid in de Cappella Sansevero

- Gemeinsame Normdatei: 120137119
- International Standard Name Identifier: 0000 0000 6676 2420
- KulturNav: 24213217-4af3-4c15-90ba-d58e6b125381
- Library of Congress Control Number: n86047824
- Nationale Bibliotheek van Israël: 987007424623105171
- RKD-Nederlands Instituut voor Kunstgeschiedenis: 343584
- Système universitaire de documentation: 191331732
- Union List of Artist Names: 500018501
- Virtual International Authority File: 30359427
- WorldCat: E39PBJpjfHjyDVVBg9bwwDCJDq